# Bóng mềm tại Đại hội Thể thao châu Á 2022
Bóng mềm tại Đại hội Thể thao châu Á 2022 được tổ chức tại Trung tâm Văn hóa Thể thao Bóng chày và Bóng mềm Thiệu Hưng ở Thiệu Hưng, Chiết Giang, Trung Quốc, từ ngày 26 tháng 9 đến ngày 2 tháng 10 năm 2023. Có một nội dung thi đấu duy nhất là nội dung bóng mềm nữ.

## Quốc gia tham dự
| Trung Quốc  | Đài Bắc Trung Hoa | Hồng Kông | Nhật Bản |
| ----------- | ----------------- | --------- | -------- |
|             |                   |           |          |
| Philippines | Hàn Quốc          | Singapore | Thái Lan |
|             |                   |           |          |

## Lịch thi đấu
| B | Vòng bảng | XH1 | Vòng xếp hạng 1 | XH2 | Vòng xếp hạng 2 | H3 | Tranh hạng 3 | CK | Chung kết |

| ND↓/Ngày → | 26/09 Thứ 3 | 27/09 Thứ 4 | 28/09 Thứ 5 | 29/09 Thứ 6 | 29/09 Thứ 6 | 30/09 Thứ 7 | 30/09 Thứ 7 | 1/10 CN | 2/10 Thứ 2 | 2/10 Thứ 2 |
| ---------- | ----------- | ----------- | ----------- | ----------- | ----------- | ----------- | ----------- | ------- | ---------- | ---------- |
| Nữ         | B           | B           | B           | XH1         | XH2         | XH1         | XH2         |         | H3         | CK         |

## Kết quả
- Thời gian các trận đấu đều là giờ Việt Nam (UTC+07:00)

### Vòng bảng

#### Bảng A
| VT | Đội               | ST | T | B | RT | RB | %     | GB | Giành quyền tham dự |
| -- | ----------------- | -- | - | - | -- | -- | ----- | -- | ------------------- |
| 1  | Nhật Bản          | 3  | 3 | 0 | 30 | 3  | 1,000 | —  | Vòng loại 1         |
| 2  | Đài Bắc Trung Hoa | 3  | 2 | 1 | 25 | 5  | ,667  | 1  | Vòng loại 1         |
| 3  | Singapore         | 3  | 1 | 2 | 9  | 29 | ,333  | 2  | Vòng loại 2         |
| 4  | Hồng Kông         | 3  | 0 | 3 | 4  | 31 | ,000  | 3  | Vòng loại 2         |

| 26 tháng 9 10:30 | Singapore       | 0–12 (F/4) | Đài Bắc Trung Hoa | Trung tâm Văn hóa Thể thao Bóng chày và Bóng mềm Thiệu Hưng, Thiệu Hưng |
| 26 tháng 9 10:30 | [Box Bảng điểm] |            |                   | Trung tâm Văn hóa Thể thao Bóng chày và Bóng mềm Thiệu Hưng, Thiệu Hưng |

| Đội               | 1 | 2 | 3 | 4 | 5 | 6 | 7 | R  | H | E |
| ----------------- | - | - | - | - | - | - | - | -- | - | - |
| Singapore         | 0 | 0 | 0 | 0 | – | – | – | 0  | 1 | 5 |
| Đài Bắc Trung Hoa | 3 | 3 | 6 | X | – | – | – | 12 | 9 | 0 |

| 26 tháng 9 14:30 | Hồng Kông       | 0–12 (F/4) | Nhật Bản | Trung tâm Văn hóa Thể thao Bóng chày và Bóng mềm Thiệu Hưng, Thiệu Hưng |
| 26 tháng 9 14:30 | [Box Bảng điểm] |            |          | Trung tâm Văn hóa Thể thao Bóng chày và Bóng mềm Thiệu Hưng, Thiệu Hưng |

| Đội       | 1 | 2 | 3 | 4 | 5 | 6 | 7 | R  | H  | E |
| --------- | - | - | - | - | - | - | - | -- | -- | - |
| Hồng Kông | 0 | 0 | 0 | 0 | – | – | – | 0  | 0  | 1 |
| Nhật Bản  | 5 | 5 | 2 | X | – | – | – | 12 | 12 | 0 |

| 27 tháng 9 08:00 | Hồng Kông       | 4–9 | Singapore | Trung tâm Văn hóa Thể thao Bóng chày và Bóng mềm Thiệu Hưng, Thiệu Hưng |
| 27 tháng 9 08:00 | [Box Bảng điểm] |     |           | Trung tâm Văn hóa Thể thao Bóng chày và Bóng mềm Thiệu Hưng, Thiệu Hưng |

| Đội       | 1 | 2 | 3 | 4 | 5 | 6 | 7 | R | H  | E |
| --------- | - | - | - | - | - | - | - | - | -- | - |
| Hồng Kông | 1 | 2 | 0 | 0 | 1 | 0 | 0 | 4 | 9  | 3 |
| Singapore | 6 | 0 | 0 | 0 | 1 | 2 | X | 9 | 12 | 2 |

| 27 tháng 9 14:30 | Đài Bắc Trung Hoa | 3–5 (F/8) | Nhật Bản | Trung tâm Văn hóa Thể thao Bóng chày và Bóng mềm Thiệu Hưng, Thiệu Hưng |
| 27 tháng 9 14:30 | [Box Bảng điểm]   |           |          | Trung tâm Văn hóa Thể thao Bóng chày và Bóng mềm Thiệu Hưng, Thiệu Hưng |

| Đội               | 1 | 2 | 3 | 4 | 5 | 6 | 7 | 8 | R | H | E |
| ----------------- | - | - | - | - | - | - | - | - | - | - | - |
| Đài Bắc Trung Hoa | 0 | 0 | 0 | 0 | 0 | 2 | 0 | 1 | 3 | 6 | 0 |
| Nhật Bản          | 1 | 0 | 0 | 0 | 0 | 1 | 0 | 3 | 5 | 5 | 1 |

| 28 tháng 9 08:00 | Singapore       | 0–13 (F/4) | Nhật Bản | Trung tâm Văn hóa Thể thao Bóng chày và Bóng mềm Thiệu Hưng, Thiệu Hưng |
| 28 tháng 9 08:00 | [Box Bảng điểm] |            |          | Trung tâm Văn hóa Thể thao Bóng chày và Bóng mềm Thiệu Hưng, Thiệu Hưng |

| Đội       | 1 | 2 | 3 | 4 | 5 | 6 | 7 | R  | H  | E |
| --------- | - | - | - | - | - | - | - | -- | -- | - |
| Singapore | 0 | 0 | 0 | 0 | – | – | – | 0  | 1  | 4 |
| Nhật Bản  | 3 | 1 | 9 | X | – | – | – | 13 | 12 | 0 |

| 28 tháng 9 14:30 | Hồng Kông       | 0–10 (F/4) | Đài Bắc Trung Hoa | Trung tâm Văn hóa Thể thao Bóng chày và Bóng mềm Thiệu Hưng, Thiệu Hưng |
| 28 tháng 9 14:30 | [Box Bảng điểm] |            |                   | Trung tâm Văn hóa Thể thao Bóng chày và Bóng mềm Thiệu Hưng, Thiệu Hưng |

| Đội               | 1 | 2 | 3 | 4 | 5 | 6 | 7 | R  | H  | E |
| ----------------- | - | - | - | - | - | - | - | -- | -- | - |
| Hồng Kông         | 0 | 0 | 0 | 0 | – | – | – | 0  | 1  | 2 |
| Đài Bắc Trung Hoa | 0 | 9 | 1 | X | – | – | – | 10 | 10 | 0 |

#### Bảng B
| VT | Đội            | ST | T | B | RT | RB | %     | GB | Giành quyền tham dự |
| -- | -------------- | -- | - | - | -- | -- | ----- | -- | ------------------- |
| 1  | Trung Quốc (H) | 3  | 3 | 0 | 24 | 0  | 1,000 | —  | Vòng loại 1         |
| 2  | Philippines    | 3  | 2 | 1 | 16 | 7  | ,667  | 1  | Vòng loại 1         |
| 3  | Hàn Quốc       | 3  | 1 | 2 | 10 | 15 | ,333  | 2  | Vòng loại 2         |
| 4  | Thái Lan       | 3  | 0 | 3 | 1  | 29 | ,000  | 3  | Vòng loại 2         |

| 26 tháng 9 08:00 | Philippines     | 11–0 (F/4) | Thái Lan | Trung tâm Văn hóa Thể thao Bóng chày và Bóng mềm Thiệu Hưng, Thiệu Hưng |
| 26 tháng 9 08:00 | [Box Bảng điểm] |            |          | Trung tâm Văn hóa Thể thao Bóng chày và Bóng mềm Thiệu Hưng, Thiệu Hưng |

| Đội         | 1 | 2 | 3 | 4 | 5 | 6 | 7 | R  | H  | E |
| ----------- | - | - | - | - | - | - | - | -- | -- | - |
| Philippines | 5 | 2 | 4 | 0 | – | – | – | 11 | 14 | 0 |
| Thái Lan    | 0 | 0 | 0 | 0 | – | – | – | 0  | 2  | 2 |

| 26 tháng 9 18:00 | Trung Quốc      | 9–0 (F/5) | Hàn Quốc | Trung tâm Văn hóa Thể thao Bóng chày và Bóng mềm Thiệu Hưng, Thiệu Hưng |
| 26 tháng 9 18:00 | [Box Bảng điểm] |           |          | Trung tâm Văn hóa Thể thao Bóng chày và Bóng mềm Thiệu Hưng, Thiệu Hưng |

| Đội        | 1 | 2 | 3 | 4 | 5 | 6 | 7 | R | H | E |
| ---------- | - | - | - | - | - | - | - | - | - | - |
| Trung Quốc | 5 | 2 | 0 | 0 | 2 | – | – | 9 | 8 | 0 |
| Hàn Quốc   | 0 | 0 | 0 | 0 | 0 | – | – | 3 | 3 | 1 |

| 27 tháng 9 10:30 | Thái Lan        | 1–10 (F/5) | Hàn Quốc | Trung tâm Văn hóa Thể thao Bóng chày và Bóng mềm Thiệu Hưng, Thiệu Hưng |
| 27 tháng 9 10:30 | [Box Bảng điểm] |            |          | Trung tâm Văn hóa Thể thao Bóng chày và Bóng mềm Thiệu Hưng, Thiệu Hưng |

| Đội      | 1 | 2 | 3 | 4 | 5 | 6 | 7 | R  | H  | E |
| -------- | - | - | - | - | - | - | - | -- | -- | - |
| Thái Lan | 1 | 0 | 0 | 0 | 0 | – | – | 1  | 4  | 2 |
| Hàn Quốc | 3 | 4 | 3 | 0 | X | – | – | 10 | 10 | 0 |

| 27 tháng 9 18:00 | Philippines     | 0–7 (F/5) | Trung Quốc | Trung tâm Văn hóa Thể thao Bóng chày và Bóng mềm Thiệu Hưng, Thiệu Hưng |
| 27 tháng 9 18:00 | [Box Bảng điểm] |           |            | Trung tâm Văn hóa Thể thao Bóng chày và Bóng mềm Thiệu Hưng, Thiệu Hưng |

| Đội         | 1 | 2 | 3 | 4 | 5 | 6 | 7 | R | H | E |
| ----------- | - | - | - | - | - | - | - | - | - | - |
| Philippines | 0 | 0 | 0 | 0 | 0 | – | – | 0 | 1 | 2 |
| Trung Quốc  | 3 | 0 | 3 | 1 | X | – | – | 7 | 7 | 1 |

| 28 tháng 9 10:30 | Hàn Quốc        | 0–5 | Philippines | Trung tâm Văn hóa Thể thao Bóng chày và Bóng mềm Thiệu Hưng, Thiệu Hưng |
| 28 tháng 9 10:30 | [Box Bảng điểm] |     |             | Trung tâm Văn hóa Thể thao Bóng chày và Bóng mềm Thiệu Hưng, Thiệu Hưng |

| Đội         | 1 | 2 | 3 | 4 | 5 | 6 | 7 | R | H  | E |
| ----------- | - | - | - | - | - | - | - | - | -- | - |
| Hàn Quốc    | 0 | 0 | 0 | 0 | 0 | 0 | 0 | 0 | 1  | 1 |
| Philippines | 0 | 0 | 0 | 1 | 0 | 4 | X | 5 | 11 | 0 |

| 28 tháng 9 18:00 | Thái Lan        | 0–8 (F/5) | Trung Quốc | Trung tâm Văn hóa Thể thao Bóng chày và Bóng mềm Thiệu Hưng, Thiệu Hưng |
| 28 tháng 9 18:00 | [Box Bảng điểm] |           |            | Trung tâm Văn hóa Thể thao Bóng chày và Bóng mềm Thiệu Hưng, Thiệu Hưng |

| Đội        | 1 | 2 | 3 | 4 | 5 | 6 | 7 | R | H | E |
| ---------- | - | - | - | - | - | - | - | - | - | - |
| Thái Lan   | 0 | 0 | 0 | 0 | 0 | – | – | 0 | 0 | 0 |
| Trung Quốc | 5 | 2 | 0 | 1 | X | – | – | 8 | 7 | 0 |

### Vòng xếp hạng 2
| VT | Đội       | ST | T | B | RT | RB | %     | GB | Giành quyền tham dự |
| -- | --------- | -- | - | - | -- | -- | ----- | -- | ------------------- |
| 1  | Hàn Quốc  | 3  | 3 | 0 | 23 | 3  | 1,000 | —  | Chung kết           |
| 2  | Singapore | 3  | 2 | 1 | 27 | 7  | ,667  | 1  | Chung kết           |
| 3  | Hồng Kông | 3  | 1 | 2 | 8  | 21 | ,333  | 2  | Tranh hạng 3        |
| 4  | Thái Lan  | 3  | 0 | 3 | 3  | 30 | ,000  | 3  | Tranh hạng 3        |

| 29 tháng 9 10:30 | Thái Lan        | 1–17 (F/3) | Singapore | Trung tâm Văn hóa Thể thao Bóng chày và Bóng mềm Thiệu Hưng, Thiệu Hưng |
| 29 tháng 9 10:30 | [Box Bảng điểm] |            |           | Trung tâm Văn hóa Thể thao Bóng chày và Bóng mềm Thiệu Hưng, Thiệu Hưng |

| Đội       | 1 | 2  | 3 | 4 | 5 | 6 | 7 | R  | H  | E |
| --------- | - | -- | - | - | - | - | - | -- | -- | - |
| Thái Lan  | 1 | 0  | 0 | – | – | – | – | 1  | 1  | 2 |
| Singapore | 7 | 10 | X | – | – | – | – | 17 | 13 | 3 |

| 29 tháng 9 14:30 | Hồng Kông       | 1–11 (F/4) | Hàn Quốc | Trung tâm Văn hóa Thể thao Bóng chày và Bóng mềm Thiệu Hưng, Thiệu Hưng |
| 29 tháng 9 14:30 | [Box Bảng điểm] |            |          | Trung tâm Văn hóa Thể thao Bóng chày và Bóng mềm Thiệu Hưng, Thiệu Hưng |

| Đội       | 1 | 2 | 3 | 4 | 5 | 6 | 7 | R  | H | E |
| --------- | - | - | - | - | - | - | - | -- | - | - |
| Hồng Kông | 0 | 0 | 0 | 1 | – | – | – | 1  | 5 | 1 |
| Hàn Quốc  | 1 | 1 | 2 | 7 | – | – | – | 11 | 8 | 2 |

| 30 tháng 9 08:00 | Thái Lan        | 1–3 | Hồng Kông | Trung tâm Văn hóa Thể thao Bóng chày và Bóng mềm Thiệu Hưng, Thiệu Hưng |
| 30 tháng 9 08:00 | [Box Bảng điểm] |     |           | Trung tâm Văn hóa Thể thao Bóng chày và Bóng mềm Thiệu Hưng, Thiệu Hưng |

| Đội       | 1 | 2 | 3 | 4 | 5 | 6 | 7 | R | H | E |
| --------- | - | - | - | - | - | - | - | - | - | - |
| Thái Lan  | 0 | 0 | 0 | 0 | 0 | 0 | 1 | 1 | 7 | 0 |
| Hồng Kông | 0 | 0 | 3 | 0 | 0 | 0 | X | 3 | 3 | 3 |

| 30 tháng 9 10:30 | Singapore       | 1–2 | Hàn Quốc | Trung tâm Văn hóa Thể thao Bóng chày và Bóng mềm Thiệu Hưng, Thiệu Hưng |
| 30 tháng 9 10:30 | [Box Bảng điểm] |     |          | Trung tâm Văn hóa Thể thao Bóng chày và Bóng mềm Thiệu Hưng, Thiệu Hưng |

| Đội       | 1 | 2 | 3 | 4 | 5 | 6 | 7 | R | H | E |
| --------- | - | - | - | - | - | - | - | - | - | - |
| Singapore | 0 | 0 | 0 | 0 | 1 | 0 | 0 | 1 | 9 | 1 |
| Hàn Quốc  | 0 | 1 | 0 | 0 | 0 | 1 | X | 2 | 5 | 0 |

### Vòng xếp hạng 1
| VT | Đội               | ST | T | B | RT | RB | %     | GB | Giành quyền tham dự |
| -- | ----------------- | -- | - | - | -- | -- | ----- | -- | ------------------- |
| 1  | Nhật Bản          | 3  | 3 | 0 | 15 | 5  | 1,000 | —  | Chung kết           |
| 2  | Trung Quốc (H)    | 3  | 2 | 1 | 8  | 1  | ,667  | 1  | Chung kết           |
| 3  | Đài Bắc Trung Hoa | 3  | 1 | 2 | 9  | 10 | ,333  | 2  | Tranh hạng 3        |
| 4  | Philippines       | 3  | 0 | 3 | 6  | 22 | ,000  | 3  | Tranh hạng 3        |

| 29 tháng 9 08:00 | Philippines     | 2–9 (F/6) | Nhật Bản | Trung tâm Văn hóa Thể thao Bóng chày và Bóng mềm Thiệu Hưng, Thiệu Hưng |
| 29 tháng 9 08:00 | [Box Bảng điểm] |           |          | Trung tâm Văn hóa Thể thao Bóng chày và Bóng mềm Thiệu Hưng, Thiệu Hưng |

| Đội         | 1 | 2 | 3 | 4 | 5 | 6 | 7 | R | H  | E |
| ----------- | - | - | - | - | - | - | - | - | -- | - |
| Philippines | 0 | 2 | 0 | 0 | 0 | 0 | – | 2 | 7  | 1 |
| Nhật Bản    | 3 | 0 | 0 | 0 | 2 | 4 | – | 9 | 14 | 0 |

| 29 tháng 9 18:00 | Đài Bắc Trung Hoa | 0–1 (F/8) | Trung Quốc | Trung tâm Văn hóa Thể thao Bóng chày và Bóng mềm Thiệu Hưng, Thiệu Hưng |
| 29 tháng 9 18:00 | [Box Bảng điểm]   |           |            | Trung tâm Văn hóa Thể thao Bóng chày và Bóng mềm Thiệu Hưng, Thiệu Hưng |

| Đội               | 1 | 2 | 3 | 4 | 5 | 6 | 7 | 8 | R | H | E |
| ----------------- | - | - | - | - | - | - | - | - | - | - | - |
| Đài Bắc Trung Hoa | 0 | 0 | 0 | 0 | 0 | 0 | 0 | 0 | 0 | 2 | 0 |
| Trung Quốc        | 0 | 0 | 0 | 0 | 0 | 0 | 0 | 1 | 1 | 7 | 1 |

| 30 tháng 9 14:30 | Bản mẫu:SPHI    | 4–6 | Đài Bắc Trung Hoa | Trung tâm Văn hóa Thể thao Bóng chày và Bóng mềm Thiệu Hưng, Thiệu Hưng |
| 30 tháng 9 14:30 | [Box Bảng điểm] |     |                   | Trung tâm Văn hóa Thể thao Bóng chày và Bóng mềm Thiệu Hưng, Thiệu Hưng |

| Đội               | 1 | 2 | 3 | 4 | 5 | 6 | 7 | R | H  | E |
| ----------------- | - | - | - | - | - | - | - | - | -- | - |
| Philippines       | 0 | 0 | 1 | 0 | 2 | 1 | 0 | 4 | 9  | 2 |
| Đài Bắc Trung Hoa | 2 | 1 | 0 | 0 | 1 | 2 | X | 6 | 11 | 1 |

| 30 tháng 9 18:00 | Nhật Bản        | 1–0 | Trung Quốc | Trung tâm Văn hóa Thể thao Bóng chày và Bóng mềm Thiệu Hưng, Thiệu Hưng |
| 30 tháng 9 18:00 | [Box Bảng điểm] |     |            | Trung tâm Văn hóa Thể thao Bóng chày và Bóng mềm Thiệu Hưng, Thiệu Hưng |

| Đội        | 1 | 2 | 3 | 4 | 5 | 6 | 7 | R | H | E |
| ---------- | - | - | - | - | - | - | - | - | - | - |
| Nhật Bản   | 0 | 0 | 0 | 0 | 0 | 1 | 0 | 1 | 5 | 0 |
| Trung Quốc | 0 | 0 | 0 | 0 | 0 | 0 | 0 | 0 | 5 | 3 |

### Tranh hạng 3
| 2 tháng 10 14:00 | Philippines     | 2–3 | Đài Bắc Trung Hoa | Trung tâm Văn hóa Thể thao Bóng chày và Bóng mềm Thiệu Hưng, Thiệu Hưng |
| 2 tháng 10 14:00 | [Box Bảng điểm] |     |                   | Trung tâm Văn hóa Thể thao Bóng chày và Bóng mềm Thiệu Hưng, Thiệu Hưng |

| Đội               | 1 | 2 | 3 | 4 | 5 | 6 | 7 | R | H | E |
| ----------------- | - | - | - | - | - | - | - | - | - | - |
| Philippines       | 0 | 0 | 1 | 0 | 0 | 0 | 1 | 2 | 8 | 0 |
| Đài Bắc Trung Hoa | 0 | 0 | 1 | 0 | 2 | 0 | X | 3 | 5 | 1 |

### Chung kết
| 2 tháng 10 17:00 | Trung Quốc      | 0–4 | Nhật Bản | Trung tâm Văn hóa Thể thao Bóng chày và Bóng mềm Thiệu Hưng, Thiệu Hưng |
| 2 tháng 10 17:00 | [Box Bảng điểm] |     |          | Trung tâm Văn hóa Thể thao Bóng chày và Bóng mềm Thiệu Hưng, Thiệu Hưng |

| Đội        | 1 | 2 | 3 | 4 | 5 | 6 | 7 | R | H | E |
| ---------- | - | - | - | - | - | - | - | - | - | - |
| Trung Quốc | 0 | 0 | 0 | 0 | 0 | 0 | 0 | 0 | 7 | 2 |
| Nhật Bản   | 2 | 0 | 0 | 0 | 0 | 2 | X | 4 | 4 | 0 |

## Danh sách huy chương
| Nội dung | Vàng | Bạc | Đồng |
| -------- | --- | --- | --- |
| Nữ       | Nhật Bản · Sakura Miwa · Kanna Kudo · Yui Nakamizo · Kyoko Ishikawa · Yui Sakamoto · Nodoka Harada · Ayane Nakagawa · Hitomi Kawabata · Minori Naito · Yukiko Ueno · Misaki Katsumoto · Risa Kawamura · Yume Kiriishi · Haruka Agatsuma · Hotaru Tsukamoto · Miu Goto · Haruka Sumitani | Trung Quốc · Wang Mengru · Wei Yuchen · Xi Kailin · Li Jiaqi · Xie Jue · Chen Jia · Wang Bei · Lu Xiaomin · Xu Jia · Yan Siyu · Dong Zixuan · Wang Lan · Jiang Xinyue · Xie Jiaxin · Chai Yinan · He Xiaoyan · Ren Min | Đài Bắc Trung Hoa · Shen Chia-wen · Ke Hsia-Ai · Li Szu Shih · Lin Feng-chen · Chen Ching-yu · Su Yi-hsuan · Ko Chia-hui · Tsai Chia-chen · Ho Yi-fan · Lin Chih-ying · Liu Hsuan · Chiu An-ju · Chiang Ting-en · Chen Chia-yi · Yang Yi-ting · Chang Chia-yun · Tu Ya-ting |

## Thứ hạng chung cuộc
| Thứ hạng | Đội tuyển         | ST | T | B |
| -------- | ----------------- | -- | - | - |
| 1        | Nhật Bản          | 6  | 6 | 0 |
| 2        | Trung Quốc        | 6  | 4 | 2 |
| 3        | Đài Bắc Trung Hoa | 6  | 4 | 2 |
| 4        | Philippines       | 6  | 2 | 4 |
| 5        | Hàn Quốc          | 5  | 3 | 2 |
| 6        | Singapore         | 5  | 2 | 3 |
| 7        | Hồng Kông         | 5  | 1 | 4 |
| 8        | Thái Lan          | 5  | 0 | 5 |